# Il segreto di una donna
Il segreto di una donna (Whirlpool) è un film nel 1949 diretto da Otto Preminger.
Con la sceneggiatura di Ben Hecht (sotto lo pseudonimo dovuto alla lista nera della maccartismo 'Lester Barstow'), è considerato un film noir ma presenta analogie con un thriller sceneggiato dallo stesso Hecht, il film di Alfred Hitchcock Io ti salverò. Il soggetto è tratto dal romanzo di Guy Endore Methinks the Lady, e combina il thriller psicologico (l'eroina è controllata da un assassino tramite ipnosi) con il melodramma, con Gene Tierney nel ruolo della moglie cleptomane non creduta dal proprio marito psicoanalista, nel momento del bisogno.

## Trama
Ann Sutton, moglie di uno psicoanalista di successo di Los Angeles, viene fermata per taccheggio in un grande magazzino, e viene salvata dallo scandalo dall'ammaliante ipnotizzatore David Korvo. In realtà Korvo è una figura ben più losca di ciò che appare, e Ann presto si trova coinvolta in un ricatto e in un omicidio che non è sicura di aver commesso lei, poiché essendosi sottoposta a ipnosi da Korvo ha dei vuoti di memoria.
Il suo fedele marito inizia a prendere le distanze da lei perché è indotto a pensare che vi sia una relazione tra i due, ma poi avendo avuto in cura la vittima dell'omicidio, capisce che Korvo è l'unica vera persona ad aver tratto vantaggio dalla sua morte. L'uomo ha però un alibi di ferro essendo stato ricoverato e operato in ospedale. Con l'ausilio di un ispettore di polizia, Sutton riesce nel tentativo di far ricordare alla moglie cosa è successo nella casa della vittima, scoprendo che in effetti lei arrivò ad omicidio già consumato.
Korvo, ancora convalescente, è tornato proprio in quella casa per recuperare i dischi con la registrazione della sedute della vittima che lo accusava di averle rubato dei soldi. Per non avvertire il dolore della recente operazione chirurgica subita, Korvo si è auto-ipnotizzato, proprio come fece la notte del delitto. Scoperto, cerca la fuga, ma il fisico non lo sorregge e crolla a terra esanime sparando al giradischi che lui stesso aveva azionato facendosi beffe della testimonianza che lo avrebbe incastrato.